# Ctenostomatida
Ordre
Les Ctenostomatida sont un ordre de bryozoaires de la classe des Gymnolaemata.

## Liste des sous-taxons
Selon World Register of Marine Species (1 mars 2016) :
- sous-ordre Alcyonidiina
  - infra-ordre Alcyonidioidea
    - famille Alcyonidiidae Johnston, 1838
    - famille Clavoporidae Osburn & Soule, 1953
    - famille Monobryozoontidae Rémane, 1936
    - famille Pachyzoontidae d'Hondt, 1983
- sous-ordre Flustrellidrina
  - super-famille Flustrellidroidea
    - famille Flustrellidridae Bassler, 1953
    - famille Lobiancoporidae
    - famille Pherusellidae Osburn & Soule, 1953

  - super-famille Haywardozoonoidea d’Hondt, 1983
    - famille Haywardozoontidae d'Hondt, 1983
- sous-ordre Paludicellina
  - super-famille Paludicelloidea Allman, 1856
    - famille Paludicellidae Allman, 1885
- sous-ordre Stolonifera (vide)
- sous-ordre Stoloniferina
  - super-famille Aeverrillioidea d’Hondt, 1983
    - famille Aeverrilliidae Jebram, 1973
    - famille Farrellidae d'Hondt, 1983

  - super-famille Arachnidioidea Jebram, 1973
    - famille Arachnidiidae Hincks, 1880

  - super-famille Hislopioidea Jullien, 1885
    - famille Hislopiidae Jullien, 1885

  - super-famille Penetrantioidea Silén, 1946
    - famille Penetrantiidae Silén, 1946

  - super-famille Terebriporoidea d'Orbigny, 1847
    - famille Spathiporidae Pohowsky, 1978
    - famille Terebriporidae d'Orbigny, 1847

  - super-famille Triticelloidea Sars, 1873
    - famille Triticellidae Sars, 1873

  - super-famille Walkerioidea Hincks, 1880
    - famille Harmeriellidae d'Hondt, 1983
    - famille Hypophorellidae Prenant & Bobin, 1956
    - famille Jebramellidae Vieira, Migotto & Winston, 2014
    - famille Mimosellidae Hincks, 1877
    - famille Walkeriidae Hincks, 1880
- sous-ordre Vesicularina
  - super-famille Vesicularioidea Hincks, 1880
    - famille Bathyalozoontidae d'Hondt, 1975
    - famille Buskiidae Hincks, 1880
    - famille Vesiculariidae Hincks, 1880
- sous-ordre Victorellina
  - super-famille Victorelloidea Hincks, 1880
    - famille Aethozoontidae d'Hondt, 1983
    - famille Immergentiidae Silén, 1946
    - famille Nolellidae Harmer, 1915
    - famille Pottsiellidae Braem, 1940
    - famille Sundanellidae Jebram, 1973
    - famille Victorellidae Hincks, 1880
- super-famille Benedeniporoidea Delage & Hérouard, 1897
  - famille Benedeniporidae Delage & Hérouard, 1897
  - famille Labiostomellidae Silén, 1942
- Ctenostomatida incertae sedis
  - famille Panolicellidae Jebram, 1985